# 第12飛行教育団
第12飛行教育団（だい12ひこうきょういくだん、英称: 12th Flying Training Wing）とは、航空教育集団に属している飛行教育団のひとつである。司令部は防府北基地（山口県防府市）に所在しており、主に航空学生の教育訓練を実施するとともに、同基地の管理業務を担当している。

## 概要
航空学生に対して「航空学生課程（約2年）」と「地上準備課程（約12週 - 31週）」、および「初級操縦課程」の教育訓練を行っている。なお、「初級操縦課程」は第11飛行教育団でも行われており、そちらに進む場合もある。「初級操縦課程」を修了した後、芦屋基地の第13飛行教育団での「基本操縦前期課程」、または美保基地の第3輸送航空隊での輸送機等の操縦士育成の「基本操縦課程」に進む。

## 沿革
- 1955年（昭和30年）11月1日 - 防府基地にて「第1操縦学校分校」が編成。
- 1959年（昭和34年）6月1日 - 第1操縦学校分校が「第12飛行教育団」に改編。
- 1979年（昭和54年）10月1日 - T-3に機種更新。
- 2005年（平成17年） - T-7に機種更新。

## 部隊編成
- 第12飛行教育団司令部
  - 総務部
  - 教育部
- 飛行教育群
  - 第1飛行教育隊
  - 第2飛行教育隊
  - 地上準備教育隊
  - 操縦適性検査隊
- 航空学生教育群
  - 教育隊
  - 学生隊
- 整備補給群
  - 整備隊
  - 補給隊
- 基地業務群
  - 飛行場勤務隊
  - 施設隊
  - 通信隊
  - 管理隊
  - 業務隊
  - 会計隊
  - 衛生隊

## 主要幹部
| 官職名                               | 階級    | 氏名     | 補職発令日     | 前職                                 |
| ------------------------------------ | ------- | -------- | -------------- | ------------------------------------ |
| 第12飛行教育団司令 兼 防府北基地司令 | 1等空佐 | 吉田昭則 | 2023年04月26日 | 偵察航空隊司令                       |
| 副司令                               | 1等空佐 | 髙梨雄一 | 2024年06月08日 | 西部航空施設隊司令                   |
| 飛行教育群司令                       | 1等空佐 | 石田智広 | 2022年09月23日 | 航空自衛隊幹部学校                   |
| 航空学生教育群司令                   | 1等空佐 | 菊地剛   | 2024年08月01日 | 統合幕僚監部運用部運用第1課 総括班長 |

| 代                          | 氏名                        | 在職期間                                                   | 前職                                                  | 後職                                                                                          |                             |
| 航空自衛隊第1操縦学校分校長 | 航空自衛隊第1操縦学校分校長 | 航空自衛隊第1操縦学校分校長                                | 航空自衛隊第1操縦学校分校長                           | 航空自衛隊第1操縦学校分校長                                                                   | 航空自衛隊第1操縦学校分校長 |
| --------------------------- | --------------------------- | ---------------------------------------------------------- | ----------------------------------------------------- | --------------------------------------------------------------------------------------------- | --------------------------- |
| 01                          | 大室孟                      | 1955年11月01日 - 1957年03月05日                            | 航空自衛隊操縦学校教育部長                            | 航空自衛隊第1操縦学校付 →1957年7月1日 航空自衛隊臨時築城派遣隊長                              |                             |
| 02                          | 青木秀夫                    | 1957年03月06日 - 1959年05月31日                            | 航空自衛隊第1操縦学校付                               | 第12飛行教育団司令 兼 防府北基地司令                                                          |                             |
| 第12飛行教育団司令          |                             |                                                            |                                                       |                                                                                               |                             |
| 01                          | 青木秀夫                    | 1959年06月01日 - 1959年07月31日                            | 航空自衛隊第1操縦学校分校長                           | 第12飛行教育団付 →1960年8月1日 第5航空団副司令                                                |                             |
| 02                          | 牧秀雄                      | 1959年08月01日 - 1961年02月15日                            | 第13飛行教育団勤務                                    | 第5航空団副司令                                                                               |                             |
| 03                          | 相沢寅四郎                  | 1961年02月16日 - 1963年03月15日                            | 第3航空団副司令                                       | 西部航空方面隊司令部付 →1963年8月1日 術科教育本部付 →1964年1月1日 航空自衛隊第2術科学校副校長 |                             |
| 04                          | 川村良吉                    | 1963年03月16日 - 1964年07月15日                            | 西部航空方面隊司令部人事部長                          | 航空総隊司令部人事部長                                                                        |                             |
| 05                          | 美濃部正                    | 1964年07月16日 - 1966年07月15日 ※1966年07月01日 空将補昇任 | 統合幕僚学校教育課長                                  | 輸送航空団司令 兼 美保基地司令                                                                |                             |
| 06                          | 小嶋功                      | 1966年07月16日 - 1967年11月14日                            | 第7航空団副司令                                       | 航空救難群司令                                                                                |                             |
| 07                          | 野口美喜雄                  | 1967年11月15日 - 1969年01月19日 ※1969年01月01日 空将補昇任 | 飛行教育集団司令部人事部長                            | 航空幕僚監部人事教育部副部長                                                                  |                             |
| 08                          | 財部信悟                    | 1969年01月20日 - 1970年06月30日                            | 第6航空団副司令                                       | 第2航空団司令 兼 千歳基地司令 （空将補昇任）                                                  |                             |
| 09                          | 牧範                        | 1970年07月01日 - 1971年06月30日                            | 第1高射群司令                                         | 飛行教育集団司令部幕僚長                                                                      |                             |
| 10                          | 古垣親冶                    | 1971年07月01日 - 1973年02月15日 ※1972年07月01日 空将補昇任 | 航空自衛隊第2補給処副処長                             | 航空自衛隊第2補給処長 兼 岐阜基地司令                                                         |                             |
| 11                          | 生野文介                    | 1973年02月16日 - 1975年02月16日 ※1973年11月01日 空将補昇任 | 防衛研修所所員                                        | 西部航空方面隊司令部付 →1975年11月1日 退職                                                    |                             |
| 12                          | 原田義治                    | 1975年02月17日 - 1976年08月20日 ※1976年01月01日 空将補昇任 | 飛行教育集団司令部教育部長                            | 航空自衛隊第5術科学校長                                                                       |                             |
| 13                          | 日野駐八郎 （空将補）       | 1976年08月21日 - 1978年03月15日                            | 南西航空混成団司令部幕僚長                            | 航空幕僚監部付 →1978年7月1日 退職                                                             |                             |
| 14                          | 山下兼之 （空将補）         | 1978年03月16日 - 1980年01月31日                            | 航空総隊司令部防衛部長                                | 航空幕僚監部付 →1980年5月1日 退職                                                             |                             |
| 15                          | 江口和昭 （空将補）         | 1980年02月01日 - 1981年06月30日                            | 航空総隊司令部装備部長                                | 航空幕僚監部付 →1981年10月1日 退職                                                            |                             |
| 16                          | 谷篤志                      | 1981年07月01日 - 1983年07月31日 ※1982年01月01日 空将補昇任 | 航空幕僚監部防衛部運用課長                            | 西部航空方面隊司令部幕僚長                                                                    |                             |
| 17                          | 中西昭雄 （空将補）         | 1983年08月01日 - 1985年06月30日                            | 飛行教育集団司令部幕僚長                              | 航空安全管理隊司令                                                                            |                             |
| 18                          | 安藤堅一                    | 1985年07月01日 - 1987年02月01日 ※1986年03月17日 空将補昇任 | 偵察航空隊司令                                        | 飛行教育集団司令部幕僚長                                                                      |                             |
| 19                          | 吉田圭助 （空将補）         | 1987年02月02日 - 1988年07月06日                            | 航空幕僚監部防衛部調査第2課長                         | 第7航空団司令 兼 百里基地司令                                                                 |                             |
| 20                          | 臼井治夫                    | 1988年07月07日 - 1990年03月15日                            | 航空自衛隊幹部学校勤務                                | 退職（空将補昇任）                                                                            |                             |
| 21                          | 上釜俊一                    | 1990年03月16日 - 1991年07月31日                            | 飛行開発実験団副司令                                  | 退職（空将補昇任）                                                                            |                             |
| 22                          | 澤啓介                      | 1991年08月01日 - 1993年07月31日                            | 航空自衛隊幹部候補生学校学生隊長                      | 退職                                                                                          |                             |
| 23                          | 白川司                      | 1993年08月01日 - 1994年11月30日                            | 第4航空団副司令                                       | 退職（空将補昇任）                                                                            |                             |
| 24                          | 保木正和                    | 1994年12月01日 - 1996年07月31日                            | 航空総隊司令部防衛部運用課長                          | 航空支援集団司令部防衛部長                                                                    |                             |
| 25                          | 檜垣匡                      | 1996年08月01日 - 1999年08月31日                            | 航空支援集団司令部防衛部長                            | 退職（空将補昇任）                                                                            |                             |
| 26                          | 鬼塚恒久                    | 1999年09月01日 - 2001年03月26日                            | 航空幕僚監部監理部総務課 広報室長                     | 第6航空団司令 兼 小松基地司令 （空将補昇任）                                                  |                             |
| 27                          | 大久保淳                    | 2001年03月27日 - 2003年07月31日                            | 警戒航空隊司令                                        | 退職（空将補昇任）                                                                            |                             |
| 28                          | 岡村雄司                    | 2003年08月01日 - 2005年07月31日                            | 北部航空方面隊司令部防衛部長                          | 退職（空将補昇任）                                                                            |                             |
| 29                          | 吉川勝三                    | 2005年08月01日 - 2007年03月31日                            | 北部方面航空隊司令部幕僚長                            | 退職（空将補昇任）                                                                            |                             |
| 30                          | 清藤勝則                    | 2007年04月01日 - 2008年03月31日                            | 航空幕僚監部監察官                                    | 特別航空輸送隊司令                                                                            |                             |
| 31                          | 上田知元                    | 2008年04月01日 - 2010年07月31日                            | 航空総隊司令部防衛部運用課長                          | 第3輸送航空隊司令 兼 美保基地司令                                                             |                             |
| 32                          | 髙﨑一司                    | 2010年08月01日 - 2013年03月31日                            | 飛行開発実験団副司令                                  | 統合幕僚学校教育課長                                                                          |                             |
| 33                          | 伊藤哲                      | 2013年04月01日 - 2015年07月31日                            | 西部航空方面隊司令部幕僚長                            | 退職（空将補昇任）                                                                            |                             |
| 34                          | 山頭彰                      | 2015年08月01日 - 2018年04月10日                            | 航空幕僚監部運用支援・情報部 運用支援課運用支援調整官 | 退職（空将補昇任）                                                                            |                             |
| 35                          | 浜博志                      | 2018年04月11日 - 2019年04月22日                            | 第4航空団飛行群司令                                   | 退職（空将補昇任）                                                                            |                             |
| 36                          | 樋口達巳                    | 2019年04月23日 - 2021年03月30日                            | 航空幕僚監部運用支援・情報部 運用支援課運用支援調整官 | 退職                                                                                          |                             |
| 37                          | 北村靖二                    | 2021年03月31日 - 2023年04月25日                            | 航空支援集団司令部幕僚長                              | 退職（空将補昇任）                                                                            |                             |
| 38                          | 吉田昭則                    | 2023年04月26日 -                                           | 偵察航空隊司令                                        |                                                                                               |                             |